# Petroșani
Petroșani (en hongrois Petrozsény, en allemand Petroschen) est une ville transylvaine des Alpes de Transylvanie, dans le județ de Hunedoara, sur la rivière Jiu en Roumanie. Elle comptait 44 187 habitants en 2005.

## Histoire

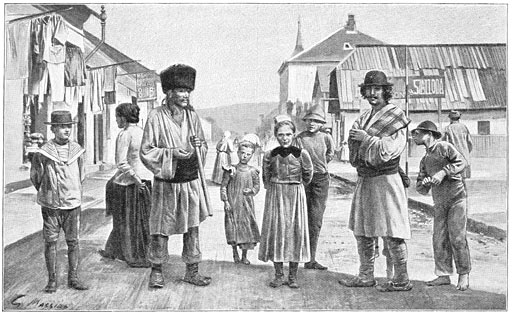
Petroșani au début du XXe siècle

Jusqu'au XVIIe siècle, Petroșani, ville de la principauté de Transylvanie, était le centre d'une « valachie » régie par le droit valaque et vivant surtout de pastoralisme et du commerce du bois et des laines. Elle perdit son autonomie en 1699 et, devenue possession autrichienne, fut intégrée dans le comté de Hunedoara.
Avec la révolution industrielle à partir du début du XIXe siècle, durant la période austro-hongroise, elle est devenue une importante cité minière grâce à la découverte de gisements de houille.
Comme toute la Roumanie, à laquelle elle est rattachée depuis le 1er décembre 1918, Petroșani a subi les régimes dictatoriaux carliste, fasciste et communiste de février 1938 à décembre 1989, mais connaît à nouveau la démocratie depuis 1990. En revanche, le passage brutal à l'économie de marché au début de la période post-communiste a réduit la plupart des mineurs au chômage et à la misère, et la nomenklatura restée au pouvoir à Bucarest en a profité pour instrumentaliser leur désespoir et leur ignorance en les amenant à six reprises dans la capitale roumaine à bord de trains et de cars affrétés à cet effet, pour molester et brutaliser les étudiants, les dissidents et les intellectuels qui y manifestaient pour réclamer une transition plus sociale et plus démocratique.

## Politique
| Période | Période  | Identité            | Étiquette | Qualité |
| ------- | -------- | ------------------- | --------- | ------- |
| 1996    | 2000     | Carol Schreter      |           |         |
| 2004    | 2007     | Carol Schreter      | PD        |         |
| 2007    | En cours | Tiberiu Iacob-Ridzi |           |         |